# Alexandre Poulin
Pour les articles homonymes, voir Poulin.
Alexandre Poulin est un auteur-compositeur-interprète québécois originaire du secteur de Rock Forest de Sherbrooke.
Ses albums sont édités par les Disques Victoire. Nommé dans la catégorie « révélation de l'année » lors du gala de l'ADISQ en 2009, il remporte le « prix de l'auteur-compositeur francophone de l'année » lors de l'édition 2011 des prix de musique folk canadienne.

## Biographie

### Jeunesse et formation
Pendant son enfance, Alexandre Poulin apprend la guitare en autodidacte après que son père lui eut indiqué quelques accords. Il commence à composer à l'âge de dix ans et découvre la scène à l'adolescence en se produisant dans les bars. Durant ses quatre années d'études à l'Université de Sherbrooke il est en résidence au château Bromont chaque fin de semaine, ce qui lui permet de vendre 5 000 exemplaires de ses démos. Il obtient son baccalauréat universitaire en français et histoire. Au terme de ses études, il est invité par le propriétaire d'un hôtel à se produire au Costa Rica,.

### Carrière musicale
De retour au Québec, Alexandre Poulin produit son premier album, dont la sortie est retardée par les difficultés financières traversées par le distributeur. Les Disques Victoire acceptent de l'éditer, à condition qu'il soit réenregistré. Il sort finalement en mai 2008, accompagné par le simple Un bout de temps. L'artiste assure la promotion du disque en donnant son spectacle Conteur de chansons, chanteur d'histoires à 75 reprises. Il est nommé dans la catégorie « révélation de l'année » au gala de l'ADISQ. Durant l'été 2008 il se produit aux FrancoFolies de Montréal. Sa chanson rêve de ti-cul figurera dans une compilation Les Hits de la série télé Les Boys.
Alexandre Poulin commence à travailler sur son 2e album au début de l'année 2010. Une lumière allumée, produit par Éric Goulet du groupe Les Chiens, sort en octobre. Plus orchestré, il comporte des arrangements de cordes. San Francisco est le premier single extrait de l'album. Le chanteur repart en tournée accompagné par deux musiciens. Il se produit dans les provinces du Québec et du Nouveau-Brunswick, ainsi qu'en France,,.
En 2011, Poulin reçoit le « prix de l'auteur-compositeur francophone de l'année » lors du gala des prix de musique folk canadienne. En février 2012, un nouveau titre, Entre chien et loup, est extrait de l'album Une lumière allumée. Celui-ci est distribué en France. Le chanteur continue de se produire au Québec, et effectue une tournée en France et en Belgique, où il partage l'affiche sur certaines dates avec Lynda Lemay,. Il tourne de nouveau en Europe et le prix Guy Bel du meilleur auteur-compositeur masculin lui est décerné au festival Pully Lavaux à l'heure du Québec. Le Mouvement des marées, son 3e album, sort en octobre 2013. Enregistré à Montréal, il est coréalisé par Alexandre Poulin, Ghyslain Luc Lavigne et Mathieu Perreault. En 2014, le chanteur retourne en Europe. Il est invité dans l'émission française On n'est pas couché et reçoit le « prix révélation » du festival Suisse de Pully Lavaux. En octobre, la chanson Comme des enfants en cavale, tirée de son 3e album, figure en tête du palmarès BDS des radios francophones du Québec,.
En novembre 2015, Alexandre figure dans un album intitulé Berce-moi en collaboration avec plusieurs artiste comme Annie Villeneuve, Jorane ou Émilie Lévesque. Sa chanson La course des étoiles figura dans l'album.
En novembre 2016, Poulin sort son quatrième album intitulé Les temps sauvages. L'artiste s'inspire sur la réalité de son époque : intimidation, les réseaux sociaux, la peur de l'étranger et la naissance de son premier enfant. Cet album est en collaboration avec le réalisateur et arrangeur Guido Del Fabbro.
En novembre 2019, Alexandre sort son cinquième album intitulé Nature Humaine.
En juin 2023, il sortit son album Nature Humaine (Deluxe) incluant 3 collaboration (2Frères, Andréanne A. Malette et Émile Bilodeau).
Finalement en septembre 2023, il publie le « single » Jolie Françoise.

## Style musical et influences
Au sujet de ses chansons, Alexandre Poulin déclare : « J'ai envie que les gens puissent lire mes paroles comme des histoires de dépressions ». La plupart ne suivent pas le format couplet-refrain. Ses paroles racontent une histoire, ce qui le rapproche d'un auteur comme Jacques Brel,. Il a également écouté Bruce Springsteen, dont certaines chansons mettent en scène des personnages.

## Engagements
De 2008 à 2011, Alexandre Poulin est le porte parole de la campagne de financement organisée par la Coalition sherbrookoise pour le travail de rue, un organisme à but non lucratif venant en aide aux jeunes marginalisés. En 2012, il est également porte parole des Journées de la persévérance scolaire en Estrie.

## Discographie

### Albums studio
- 2010 : Une lumière allumée (Les Disques Victoire / Sony Music Entertainment)

1. Qui on devient
2. San Francisco
3. L'Écrivain
4. Une lumière allumé
5. Un p'tit peu plus
6. La Grande quête
7. La Misère de Paris
8. Martin
9. Bipolaire
10. Entre chien et loup
11. Où le vent souffle
12. Quand le soleil s'éteindra

## Singles et EP
2025: Contre toute espérance (Bleu Cardinal)

## Récompenses
- Prix de musique folk Canadienne 2025: Auteur-compositeur francophone de l'année[19]
- Gala de l'ADISQ 2024 : Nomination pour Album de l'année – Folk pour l'album La somme des êtres aimés[20]